# Metatanais bipunctatus
Metatanais bipunctatus is een naaldkreeftjessoort . De wetenschappelijke naam van de soort is voor het eerst geldig gepubliceerd in 2009 door Blazewicz-Paszkowycz & Zemko.